# Сицкий, Фёдор Фёдорович
Князь Фёдор Фёдорович Сицкий — рында и воевода во времена правления Ивана IV Васильевича Грозного.
Из княжеского рода Сицкие. Сын князя Фёдора Петровича Сицкого по прозванию Кривой. Имел братьев, князей: Александра, Семёна, Андрея, Юрия Большого, Ивана и Юрия Меньшого.

## Биография
В октябре 1544 года рында с большом государевым копьём в походе к Полоцку. В марте 1545 года второй воевода восьмого Большого полка в Казанском походе. В апреле 1549 года первый воевода четвёртого полка войск левой руки в шведском походе. В сентябре 1551 года второй воевода семнадцатого Большого полка в походе к Полоцку.
По родословной росписи показан бездетным.